# 최태웅
최태웅(崔泰雄, 1976년 4월 9일 ~ )은 대한민국의 前 배구선수이며, 현재 천안 현대캐피탈 스카이워커스 감독이다. 현역 시절 포지션은 세터로서, 키는 185cm, 체중은 80kg, 스파이크 높이는 330cm, 블로킹 높이는 317cm이다. 한양대학교를 졸업하고, 대전 삼성 블루팡스에 입단하여 1998년부터 2008년까지 국가대표로 활약했다. 2008년 AVC컵 대회를 마지막으로 태극마크를 반납하였다. 2009년 11월 29일 천안 현대캐피탈 스카이워커스와의 홈 경기에서 프로배구 사상 처음으로 7,000세트 성공을 기록했다.
NH농협 2009~2010 V-리그가 끝난 후 처음 시행된 자유계약선수 제도로 현대캐피탈 소속이었던 박철우가 대전 삼성 블루팡스로 이적하자, 박철우의 FA 보상 선수로 현대캐피탈에 이적하여 은퇴할 때까지 몸담았다.
2010년 메디컬테스트를 통해 림프암이 발견되었으나, 이를 숨기고 오전에 항암치료를 받고 오후에 배구 훈련을 받는 식으로 암을 완치하였다.
2014-2015 시즌 후 성적 부진으로 사임한 김호철 감독의 후임으로 천안 현대캐피탈 스카이워커스의 감독으로 취임하여 현재에 이른다. 감독 재임 중 우승도 두 번씩 거두는 등 좋은 평가도 많았던 감독이나, 2023 - 2024 시즌 중 성적 부진 및 부정적인 평가로 인해 경질되며 지휘봉을 내려놓게 되었고, 야인 시기를 잠깐 보내다가 시즌 후 SBS Sports의 배구 해설위원으로 영입되어 활동한다.

## 주요 수상 경력
- 2001년 아시아배구선수권대회 세터상
- 2004년 2004 V-투어 최종 세터상
- 2006년~2009년 V-리그 세터상
- 2009년 2008~2009 V-리그 챔피언결정전 MVP